# Parafia wojskowa św. Kazimierza Królewicza w Białej Podlaskiej
Parafia wojskowa Świętego Kazimierza Królewicza w Białej Podlaskiej znajduje się w Dekanacie Sił Powietrznych Ordynariatu Polowego Wojska Polskiego (do 27-06-2011 roku parafia należała do Dekanatu Sił Powietrznych Północ). Obsługiwana przez księży diecezjalnych. Erygowana 21 stycznia 1993. Mieści się przy ulicy Dokudowskiej 17.